# Circle (Montana)
Circle és una població dels Estats Units a l'estat de Montana. Segons el cens del 2000 tenia 644 habitants.

## Demografia
Segons el cens del 2000, Circle tenia 644 habitants, 291 habitatges, i 185 famílies. La densitat de població era de 314,7 habitants per km².
Dels 291 habitatges en un 27,8% hi vivien nens de menys de 18 anys, en un 56% hi vivien parelles casades, en un 5,5% dones solteres, i en un 36,1% no eren unitats familiars. En el 34,4% dels habitatges hi vivien persones soles el 19,6% de les quals corresponia a persones de 65 anys o més que vivien soles. El nombre mitjà de persones vivint en cada habitatge era de 2,21 i el nombre mitjà de persones que vivien en cada família era de 2,84.
Per edats la població es repartia de la següent manera: un 23,9% tenia menys de 18 anys, un 6,5% entre 18 i 24, un 24,2% entre 25 i 44, un 23,6% de 45 a 60 i un 21,7% 65 anys o més.
L'edat mitjana era de 42 anys. Per cada 100 dones de 18 o més anys hi havia 90,7 homes.
La renda mitjana per habitatge era de 27.500 $ i la renda mitjana per família de 36.354 $. Els homes tenien una renda mitjana de 28.125 $ mentre que les dones de 12.917 $. La renda per capita de la població era de 13.412 $. Aproximadament el 16,2% de les famílies i el 18,3% de la població estaven per sota del llindar de pobresa.

## Poblacions més properes
El següent diagrama mostra les poblacions més properes.